# Owen King
Owen Philip King (Bangor, Maine, 1977. február 21. –) amerikai író.

## Élete
Owen King Stephen és Tabitha King legkisebb gyermekeként nőtt fel a Maine-állambeli Bangorban. Ellentétben édesapjával és öt évvel idősebb bátyával, Joe Hill-lel, akik a horror, a fantasy és a sci-fi műfajában alkotnak, Owen eddigi egyetlen könyve nem ezekben a műfajokban született.
A We’re All In This Together című, 2005-ben kiadott gyűjteményes kötetben három novella és egy kisregény található. A könyv jó kritikákat kapott az Amerikai Egyesült Államokban. Magyar kiadása még várat magára. 2008-ban jelent meg egy további novellagyűjteménye Who Can Save Us Now? címmel.
Első regénye, a Double Feature 2013-ban látott napvilágot, és ennek műfaja sem követi híres édesapja regényeinek témáit.
Owen King gyermekkorában köztudottan nagy rajongója volt a GI Joe figuráknak, ezért a játékok gyártója, a Hasbro róla mintázta az egyik figurát, Sneak Peeket.
2007 óta nős, felesége Kelly Braffet, aki szintén író.

## Fontosabb művei
- We’re All In This Together: A Novella and Stories, 2005 (egy kisregény és novellák)
- Double Feature, 2013 (regény)
- Sleeping Beauties, 2017 (regény) – Csipkerózsikák társszerző: Stephen King, fordította: Dranka Anita; Európa, Budapest, 2018